# Indian Super League
Indian Super League – najwyższa klasa rozgrywkowa w piłce nożnej w Indiach. Skupia 8 najlepszych drużyn tego kraju. Pierwsza edycja miała miejsce w sezonie 2014. Rozgrywki rozpoczynają się w październiku, a kończą w grudniu.

## Kluby w sezonie 2014
| Atlético de Kolkata | Kolkata, Bengal Zachodni | Salt Lake Stadium                     | Antonio López Habas |
| Delhi Dynamos       | Delhi                    | Jawaharlal Nehru Stadium              | Harm van Veldhoven  |
| Kerala Blasters     | Koczin, Kerala           | Jawaharlal Nehru Stadium (Kochi)      | David James         |
| Mumbai City         | Mumbaj, Maharasztra      | DY Patil Stadium                      | Ruud Gullit         |
| NorthEast United    | Guwahati, Asam           | Indira Gandhi Athletic Stadium        | Ricki Herbert       |
| Pune City           | Pune, Maharasztra        | Shree Shiv Chhatrapati Sports Complex | Franco Colomba      |
| Chennai Titans      | Ćennaj                   | Jawaharlal Nehru Stadium              | Marco Materazzi     |
| FC Goa              | Goa                      | Fatorda Stadium                       | Steve Clarke        |